# Wortegem-Petegem
Wortegem-Petegem – miejscowość i gmina (gemeente) w Belgii, w Regionie Flamandzkim, w prowincji Flandria Wschodnia, w okręgu Oudenaarde. Leży nad Skaldą.

## Historia
Gmina powstała z połączenia miejscowości Elsegem, Moregem, Petegem-aan-de-Schelde, Wortegem i Ooike. Część terenów byłej gminy Ooike znajduje się w mieście Oudenaarde. Główny ratusz znajduje się w dzielnicy Wortegem.

## Podział administracyjny
W skład gminy wchodzi pięć dzielnic (deelgemeente):
- Elsegem
- Moregem
- Ooike
- Wortegem
- Petegem-aan-de-Schelde

## Demografia
- Źródła: NIS, od 1806 do 1981= według spisu; od 1990 liczba ludności w dniu 1 stycznia

1 stycznia 2024 całkowita populacja Wortegem-Petegem liczyła 6554 osoby. Łączna powierzchnia gminy wynosi 42,47 km², co daje gęstość zaludnienia 154 mieszkańców na km².

## Współpraca
Miejscowości partnerskie:
- Elsenheim, Francja
- Moringhem, Francja
- Velddrif, Południowa Afryka